# Lyttelton
Lyttelton o Te Whaka Raupo  en idioma maorí, es una localidad portuaria de Nueva Zelanda. Se encuentra en la Región de Canterbury, dentro de la Isla Sur, en la península de Banks. Junto con Christchurch, de la que dista 12 km, el puerto de Lyttelton fue utilizado por varias expediciones británicas de la edad heroica de la exploración de la Antártida, como la expedición Nimrod o la expedición Terra Nova , gracias a su proximidad a la isla de Ross.  Su población en 2006 era de 3.072 habitantes.

## Historia
Habitada por los maoríes durante más de 700 años, Lyttelton, fue descubierta por los colonos europeos el 16 de febrero de 1770, durante el primer viaje del HMB Endeavour a Nueva Zelanda. La evidencia más antigua de la presencia humana en la zona, son huesos de moa que datan  aproximadamente del año 1250. El nombre de la ciudad proviene de George Lyttelton, aristócrata y político británico. 
En agosto de 1849 fue proclamado oficialmente puerto.